# Dicranosepsis transita
Dicranosepsis transita är en tvåvingeart som beskrevs av Ozerov 1997. Dicranosepsis transita ingår i släktet Dicranosepsis och familjen svängflugor.
Artens utbredningsområde är Taiwan. Inga underarter finns listade i Catalogue of Life.